# Shirley Stelfox
Shirley Stelfox, född 11 april 1941 i Dukinfield i Cheshire, död 7 december 2015 i Nottinghamshire, var en brittisk skådespelerska. Stelfox var i Sverige mest känd som Edna Birch i Hem till gården.
Hon är även känd för sin roll som Rose i första säsongen av Skenet bedrar, där hon ersattes av Mary Millar då hon själv redan skrivit kontrakt på att ta rollen som Carol May i dramaserien Making Out. Hon medverkade även i några avsnitt av den brittiska såpan EastEnders. Hon var gift med skådespelaren Don Henderson fram till hans död 1997. 
På 1980-talet spelade hon i den brittiska såpoperan Brookside. På 1980-talet medverkade hon även i den brittiska kriminalserien Bergerac. På 1960- och 1970-talen spelade hon i flera TV-serier och TV-produktioner.
Stelfox spelar den prostituerade kvinnan i 1984.